# Станично-Луганский район
Станично-Луга́нский район (укр. Стани́чно-Луга́нський райо́н) — упразднённая административная единица на востоке Луганской области Украины. Районным центром являлся посёлок городского типа Станица Луганская. Район был образован в 1923. В апреле 1960 года был переименован в Александровский район. В декабре 1963 года району было возвращено прежнее название — Станично-Луганский. Район был упразднён в 2020 году, территория вошла в состав новообразованного Счастьевского района. Расстояние от административного центра до Луганска — 23 км. Площадь — 1,9 тыс.  км².

## Население
47 238 человек (1 января 2019 года), в том числе городское население — 17 610 человек. Сельское: 29 628 человек. По переписи населения 2001 года 85,1 % населения назвали русский язык родным (самый высокий показатель из всех районов области), 14,2 % назвали родным украинский.

## География
Расположено отделение Луганского заповедника — «Станично-Луганский природный заповедник».
Территорией района протекают реки: Северский Донец, Айдар, Деркул, Тёплая, Ковсуг, Евсуг.

## Административное деление
Количество советов:
- поселковых — 2
- сельских — 16

Количество населённых пунктов:
- пгт — 2 — Петропавловка, Станица Луганская
- сёл — 41
- посёлков (сельского типа) — 6

Станично-Луганский поселковый совет:
пгт Станица Луганская
Валуйский сельский совет: 
с. Валуйское, с. Болотенное, пос. Ольховое, с. Макарово, с.Сизое
Великочерниговский сельский совет: 
с. Великая Черниговка
Верхнебогдановский сельский совет: 
с. Верхнебогдановка
Ольховский сельский совет: 
с. Нижняя Ольховая, с. Верхняя Ольховая, с. Малиновое, с. Плотина, с. Пшеничное
Гарасимовский сельский совет:
с. Гарасимовка
Камышнянский сельский совет:
с. Камышное, с.Колесниковка, с. Югановка
Красноталовский сельский совет:
с. Красная Таловка, с. Красный Деркул
Николаевский сельский совет:
с. Николаевка, с. Бурчак-Михайловка, с. Лобачёво, с. Пионерское (Суходол)
Нижнетепловский сельский совет:
с. Нижнетёплое, с. Артёма, с. Песчаное, с. Среднетёплое
Передельский сельский совет:
с. Передельское, с. Геёвка, с. Старый Айдар
Петровский поселковый совет:
пгт Петропавловка, с. Войтово
Розквитненский сельский совет:
пос. Розквит
Таловский сельский совет:
пос. Таловое, с. Благовещенка
Тепловский сельский совет:
с. Тёплое, с. Верхний Минченок, с. Крепи, с. Нижний Минченок
Червоножовтневый сельский совет:
с. Сотенное, с. Михайловка
Чугинский сельский совет:
с. Чугинка, с.Александровка, с. Вольное, с. Деркульское, с. Золотарёвка
Широковский сельский совет:
пос. Широкий, пос. Казачий, пос. Степовое

## История
До 1920 года южная часть территории района, включая административный центр, входила в состав Области Войска Донского и считалась одним из исконных мест расселения донских казаков. Однако в 1919 году из восточной части Екатеринославской губернии Украинской ССР была выделена Донецкая губерния, её административный центр и крупный промышленный город — Луганск — оказался вплотную расположенным к границе РСФСР, что стало в 1920 году экономическим обоснованием расширения территории губернии за счёт Станицы Луганской и прилегающей территории. В 1926 году произошло очередное смещение границы УССР на восток в этом районе (из состава РСФСР переданы Красная Таловка, Таловое).
16 июля 1942 — оккупация поселка Станично-Луганское.
21 января 1943 — освобождение поселка.
В станице Луганской — 5 героев Советского Союза:
- Букаев, Иван Прокофьевич
- Мостовой
- Золкин, Андрей Матвеевич
- Водолазкин, Николай Степанович
- Гейбо, Иосиф Иванович

17 июля 2020 года в результате административно-территориальной реформы район был упразднен, а его территория была включена в состав Счастьенского района.
В марте 2022 года в ходе вторжения России на Украину территория упраздненного района перешла под контроль самопровозглашённой ЛНР, и, в связи с этим, Станично-Луганский район был восстановлен в составе ЛНР.

## Экономика
В районе расположено Ольховское газовое месторождение. В районе ж.д. Станции «Ольховая». В с. Валуйское, кв. Молодёжный, находился Областной производственный рыбный комбинат. Сельское хозяйство специализируется на выращивании зерновых культур.

## Достопримечательности
Чистый воздух от хвойных и лиственных лесов. Памятник князю Игорю и его дружине. Различные музеи. В районе находится Киселева балка — особо чтимое православными место в Луганской области.